# Mali Zdenci
Mali Zdenci (régi magyar neve „Felső-Zdench”, latinul: Zdench Superior) falu Horvátországban Belovár-Bilogora megyében. Közigazgatásilag Grobosinchoz tartozik.

## Fekvése
Belovártól légvonalban 33, közúton 39 km-re délkeletre, Verőcétől légvonalban 27, közúton 31 km-re délnyugatra, községközpontjától 5 km-re délnyugatra Nyugat-Szlavóniában, az Ilova folyó jobb partján elterülő termékeny mezőn fekszik.

## Története
A középkori Alsó- és Felső-Zdench a 13. század óta szerepel az írásos forrásokban. Első említése 1244-ben, illetve 1255-ben történt. Alsó-Zdench a mai Veliki Zdencinek, míg Felső-Zdench a mai Mali Zdencinek felelt meg. Felső-Zdench Szűz Mária tiszteletére szentelt plébániatemplomát 1334-ben „Item ecclesia beate virginis de Zdench superiori” alakban említik a Zágrábi egyházmegyéhez tartozó plébániák között. 1501-ben István nevű plébánosát „Stephanus plebanus de Felssew Zdencz” néven említik.
A szomszédos mai Veliki Zdenci határában állt „Izdench” várát 1272-ben említik először. 1306-ban a Pok nembeli Meggyesi család birtoka volt. A család (mely nevét egyik birtokközpontjáról, Aranyosmeggyesről nyerte) birtoka volt annak kihalásáig 1493-ig, ezután más birtokokkal együtt az ecsedi Bátori családé volt. 1478-ban ebben a várban ülésezett a horvát szábor a török elleni védelemről és az ezzel kapcsolatos kötelezettségekről.
1552-ben több mint száz évig tartó ismétlődő támadások után a török elfoglalta a közeli Verőce várát, majd rögtön ezután Zdencit is és tovább támadt nyugat felé. Grobosinc vidéke az Oszmán Birodalom határterületén, többnyire a senkiföldjén feküdt, mely gyakran ki volt téve mindkét fél támadásainak. A pakráci szandzsák részét képező Zdenci („Szdenay”) várában 10 lovas és 99 gyalogos katonából álló őrség állomásozott, a környező terület pedig pusztaság volt.
A török kiűzése után a község területe majdnem teljesen lakatlan volt és rengeteg szántóföld maradt műveletlenül. Ezért a bécsi udvar elhatározta, hogy a földeket a betelepítendő határőrcsaládok között osztja fel. Az első betelepülő családok 1698-ban érkeztek Lika, Bosznia, a horvát Tengermellék, Imotski és kisebb számban az Isztria területéről. Újjászervezték a közigazgatást is. Létrehozták a katonai határőrvidéket, mely nem tartozott a horvát bánok fennhatósága alá, hanem osztrák és magyar generálisok irányításával közvetlenül a bécsi udvar alá tartozott.
A települést 1774-ben az első katonai felmérés térképén „Dorf Mali Zdenczi” néven találjuk. A katonai közigazgatás idején a szentgyörgyvári ezredhez tartozott. Lipszky János 1808-ban Budán kiadott repertóriumában „Zdenczi (Mali)” néven szerepel. Nagy Lajos 1829-ben kiadott művében a két Zdenchet együtt, „Zdenczi” néven 68 házzal, 142 katolikus és 252 ortodox vallású lakossal találjuk.
A katonai közigazgatás megszüntetése (1871) után Magyar Királyságon belül Horvát–Szlavónország részeként, Belovár-Kőrös vármegye Grubisno Poljei járásának része volt. 
1857-ben 387, 1910-ben 677 lakosa volt. A 19. század végén és a 20. század elején az olcsó földterületek miatt és a jobb megélhetés reményében nagyszámú cseh lakosság telepedett le itt. 1910-ben a népszámlálás adatai szerint lakosságának 46%-a cseh, 25%-a szerb, 16%-a horvát, 11%-a magyar anyanyelvű volt. Az I. világháború után 1918-ban az új szerb-horvát-szlovén állam, majd később (1929-ben) Jugoszlávia része lett. 1941 és 1945 között a németbarát Független Horvát Államhoz, háború után a település a szocialista Jugoszláviához tartozott. 1991-től a független Horvátország része. 1991-ben lakosságának 41%-a horvát, 33%-a cseh, 18%-a szerb nemzetiségű volt. 2011-ben 436 lakosa volt.

## Lakossága
| Lakosság változása | Lakosság változása | Lakosság változása | Lakosság változása | Lakosság változása | Lakosság változása | Lakosság változása | Lakosság változása | Lakosság változása | Lakosság változása | Lakosság változása | Lakosság változása | Lakosság változása | Lakosság változása | Lakosság változása | Lakosság változása |
| ------------------ | ------------------ | ------------------ | ------------------ | ------------------ | ------------------ | ------------------ | ------------------ | ------------------ | ------------------ | ------------------ | ------------------ | ------------------ | ------------------ | ------------------ | ------------------ |
| 1857               | 1869               | 1880               | 1890               | 1900               | 1910               | 1921               | 1931               | 1948               | 1953               | 1961               | 1971               | 1981               | 1991               | 2001               | 2011               |
| 387                | 446                | 466                | 777                | 745                | 677                | 656                | 662                | 590                | 611                | 565                | 514                | 468                | 511                | 469                | 436                |

## Nevezetességei
Az Istenanya születése, vagy más néven Kisboldogasszony tiszteletére szentelt pravoszláv temploma a település közepén áll. Érdekessége szokatlan alaprajza, mely a régi naoszhoz épített bővítményekkel alakult ki. A harangtorony valamivel szélesebb a templom szélességénél, különösen szép barokk toronysisakja van. A templom eredetileg 1761-ben épült, 1843-ban egy nagyobb megújításon esett át. A II. világháborúban súlyosan megrongálódott. Helyreállítása elsőbbséget élvezett a felújítási programban, a korábbi renoválást ugyanis szakszerűtlenül, farostlemezzel és bádoggal végezték. A délszláv háborút követően a kulturális minisztérium támogatásával újították fel, így ma már ismét eredeti formájában áll.